# Mai Xuân Vĩnh
Mai Xuân Vĩnh là một tướng lĩnh của Quân đội Nhân dân Việt Nam, hàm Phó Đô đốc của Hải quân nhân dân Việt Nam, nguyên Tư lệnh Quân chủng Hải quân, nguyên Ủy viên Ban Chỉ đạo Nhà nước về Biển Đông và các Hải đảo.
Ông được phong tặng danh hiệu Anh hùng Lực lượng Vũ trang Nhân dân năm 2017 do các chiến công trong thời kỳ kháng chiến chống Pháp. Với vai trò là người đứng đầu trong số 33 tác giả của công trình nghiên cứu chiến đấu bảo vệ quần đảo Trường Sa, ông được trao tặng giải thưởng Hồ Chí Minh về Khoa học Công nghệ.
Được mệnh danh là "Vị tướng Biển đảo", Mai Xuân Vĩnh được xem là một trong những vị tướng xuất sắc nhất của Hải quân Việt Nam.

## Thân thế
Mai Xuân Vĩnh sinh ngày 15 tháng 4 năm 1931 và lớn lên tại làng Thọ Linh, xã Quảng Sơn, huyện Quảng Trạch nay thuộc thị xã Ba Đồn, tỉnh Quảng Bình.
Ông là chắt nội của Lãnh binh Mai Lượng, lãnh tụ khởi nghĩa phong trào Cần Vương chống Pháp vào cuối thế kỷ 19 ở vùng hữu ngạn sông Gianh - Quảng Bình.

## Đào tạo
Mai Xuân Vĩnh là cán bộ được đào tạo cơ bản qua các trường:
- Trường Hạ sĩ quan Bộ binh
- Trường Sĩ quan Hải quân Baku (Tốt nghiệp 1963)
- Học viện Hải quân Liên Xô
- Học viện Quân sự Cao cấp Bộ tổng tham mưu các lực lượng vũ trang Liên Xô Voroshilov. Đây là trường Quân sự binh chủng hợp thành cao cấp nhất của Liên Xô lúc bấy giờ chuyên đào tạo cán bộ quân sự cao cấp chỉ huy tham mưu cấp chiến dịch, chiến lược
- Trường Đảng cao cấp Nguyễn Ái Quốc
- Học viện chính trị quân đội nhân dân Việt Nam

## Binh nghiệp
Từ tháng 01/1947 đến tháng 04/1950: Ông là Đội viên Đội thiếu niên cứu quốc, giáo viên Bình dân học vụ tại xã Quảng Sơn, huyện Quảng Trạch, tỉnh Quảng Bình.
Ngày 01/05/1950: Ông nhập ngũ và được biên chế công tác tại Đại đội 88, Tiểu đoàn 436, Trung đoàn 18.
Ngày 02/09/1950: Ông được kết nạp vào Đảng Cộng sản Đông Dương (nay là Đảng cộng sản Việt Nam).
Từ tháng 05/1950 đến tháng 08/1959: Ông là Chiến sĩ, Tiểu đội trưởng, Trung đội phó, Trung đội trưởng Đại đội 88, Đại đội phó, Chính trị viên đại đội 40, Tiểu đoàn 436, Trung đoàn 101, Đại đoàn 325.
Từ tháng 08/1959 đến tháng 04/1964: Ông được cử đi học tại Trường Sĩ quan Hải quân Kirov ở thủ đô Baku, nước cộng hòa Azerbaijan.
Tháng 02/1965, Ông được điều về Quân chủng Hải quân.
Tháng 06/1966: Ông làm Trợ lý Tác chiến Khu Tuần phòng 2 Hải quân; rồi làm Tiểu đoàn trưởng Tiểu đoàn 8 Radar bờ biển thuộc Phòng Thông tin Quân chủng Hải quân.
Tháng 10/1969: Ông làm Tiểu đoàn trưởng Tiểu đoàn Sông Gianh.
Tháng 11/1971: Ông làm Chỉ huy phó, rồi Chỉ huy trưởng Khu vực 4, Sông Gianh, Bộ Tư lệnh Hải quân.
Tháng 08/1973: Ông được cử đi học tại Học viện Hải quân Liên Xô.
Tháng 01/1975: Ông giữ chức vụ Phó phòng Tác chiến, rồi Trưởng phòng Tác chiến Quân chủng Hải quân.
Tháng 08/1980: Ông làm Phó Tham mưu trưởng Quân chủng Hải quân.
Từ tháng 08/1980 đến tháng 07/1982: Ông được cử đi học tại Học viện Quân sự Cao cấp Bộ tổng tham mưu các lực lượng vũ trang Liên Xô Voroshilov.
Tháng 07/1982: Ông được bổ nhiệm làm Phó Tư lệnh kiêm Tham mưu trưởng Quân chủng Hải quân.
Năm 10/1988: Ông được phong quân hàm Chuẩn đô đốc.
Tháng 9/1993: Ông được bổ nhiệm làm Tư lệnh Quân chủng Hải quân.
Năm 1994: Ông được phong quân hàm Phó đô đốc.
Năm 1996: Ông tham dự Đại hội đại biểu toàn quốc Đảng Cộng sản Việt Nam lần VIII.
Tháng 3/2000: Ông nghỉ hưu.
Ngày 26/09/2016: Chủ tịch nước Cộng hoà XHCN Việt Nam đã ký Quyết định tặng thưởng Huân chương Độc lập hạng 3.
Ngày 04/01/2017: Ông được trao tặng Huân chương Độc lập hạng 3 vì đã có thành tích xuất sắc trong quá trình công tác, góp phần vào sự nghiệp xây dựng chủ nghĩa xã hội, bảo vệ Tổ quốc.
Ngày 11/01/2017: Chủ tịch nước Cộng hoà XHCN Việt Nam ký Quyết định số 103/QĐ-CTN trao tặng giải thưởng Hồ Chí Minh về Khoa học Công nghệ xây dựng công trình chiến đấu bảo vệ quần đảo Trường Sa. Đây là giải thưởng cao quý nhất của Nhà nước Việt Nam trao tặng trong lĩnh vực kinh tế quốc dân, khoa học, kỹ thuật, văn học, nghệ thuật.
Ngày 13/04/2017: Ông được Đảng và Nhà nước trao tặng danh hiệu Anh hùng Lực lượng vũ trang nhân dân.

## Các giải thưởng và danh hiệu

### Giải thưởng
- Giải thưởng Hồ Chí Minh về Khoa học Công nghệ

### Danh hiệu
- Anh hùng Lực lượng Vũ trang Nhân dân

Khi cùng Trung đoàn 101, Đại đoàn 325 (nay là Sư đoàn 325, Quân đoàn 2) chiến đấu ở Bình Trị Thiên và ở Hạ Lào – Đông Bắc Campuchia, Mai Xuân Vĩnh đã tham gia trận chiến đấu chống càn "cá sấu" (operation caiman) của thực dân Pháp ngày 4 tháng 9 năm 1952 ở khu vực Bắc Thừa Thiên – Nam Quảng Trị. Sau một ngày chiến đấu bị địch bao vây, Mai Xuân Vĩnh đã quyết đoán chỉ huy đưa lực lượng 8 người, trong đó có 2 thương binh nặng cùng hàng trăm đồng bào vượt sông Ô Lâu thoát khỏi vòng vây, tránh sự tàn sát của địch. Với thành tích đó ông đã được Đảng và Nhà nước phong tặng danh hiệu Anh hùng lực lượng vũ trang nhân dân.

### Huân chương
- Huân Chương Độc lập hạng 3
- Huân Chương Quân công hạng 3
- Huân Chương Chiến thắng hạng 3
- Huân Chương Chống Mỹ cứu nước hạng 1
- Huân Chương Chiến công hạng 2, hạng 3
- Huân Chương Chiến sĩ vẻ vang hạng 1, hạng 2, hạng 3

### Huy chương
- Huy Chương quân kỳ Quyết thắng
- Huy Chương đoàn kết liên minh chiến đấu của Bộ Quốc Phòng Liên Bang Nga
- Huy Chương "Cựu chiến binh Việt Nam"
- Huy Chương "Vì sự nghiệp Khoa học công nghệ"
- Huy Chương "Vì sự nghiệp giải phóng phụ nữ"
- Huy Chương "Vì sự nghiệp tư pháp"
- Huy Chương "Vì sự nghiệp dầu khí"
- Huy Chương "Vì thế hệ trẻ"
- Huy Chương "Vì sự nghiệp công đoàn"
- Huy Chương "Vì sự nghiệp phát triển nghề cá"

### Kỷ niệm chương
- Kỷ niệm Chương "Vì sự nghiệp bảo vệ chủ quyền biển đảo của Tổ quốc"
- Kỷ niệm Chương "Vì sự nghiệp xây dựng và phát triển "Đường Hồ Chí Minh trên biển""
- Kỷ niệm Chương "Vì có nhiều cống hiến xây dựng lực lượng quần chúng vũ trang"
- Kỷ niệm Chương "Vì sự nghiệp công tác tổ chức xây dựng Đảng"
- Kỷ niệm Chương "Vì sự nghiệp công tác kiểm tra của Đảng"
- Kỷ niệm Chương "Vì sự nghiệp tư tưởng văn hóa"
- Kỷ niệm Chương "Vì sự nghiệp dân vận"
- Kỷ niệm Chương "Về đoàn kết kiên cường thần tốc táo bạo quyết thắng sư đoàn 325"

## Lịch sử thụ phong quân hàm
| Năm thụ phong | 1984         | 1994       |
| ------------- | ------------ | ---------- |
| Quân hàm      |              |            |
| Cấp bậc       | Chuẩn Đô đốc | Phó Đô đốc |